# Ian Thorpe
Ian James Thorpe (Sydney, 13 ottobre 1982) è un ex nuotatore australiano, specializzato nello stile libero. Soprannominato Thorpedo, è considerato uno dei più grandi nuotatori di tutti i tempi. Ai Giochi olimpici ha ottenuto cinque medaglie d'oro, tre d'argento e una di bronzo, record assoluto per lo sport australiano.
All'età di 14 anni divenne il più giovane atleta uomo ad aver mai rappresentato l'Australia in una competizione sportiva e, un anno più tardi, la vittoria nei 400 metri stile libero ai Mondiali di Perth fece di lui il più precoce campione del mondo individuale di sesso maschile. Nel 1999 divenne il più giovane nuotatore a battere un record del mondo, quando a 16 anni e 10 mesi nuotò i 400 m sl in 3'41"83. Dal 1998 al 2002 ha fatto cadere un totale di 23 record mondiali.
Si cimentò in varie distanze dello stile libero, dai 100 ai 1 500 metri. Dopo il successo del 1998 si affermò nella specialità dei 400 m stile libero, imponendosi in ogni evento sino al 2004: dalle Olimpiadi ai Mondiali, dai Giochi del Commonwealth ai Giochi PanPacifici, rimanendo imbattuto per sette anni.
Nel 2001 divenne il primo sportivo a ottenere sei medaglie d'oro in un Campionato del mondo; più in generale ha conseguito undici ori in tale competizione, all'epoca il numero più alto nella storia del nuoto, superato poi da Michael Phelps. Fu premiato per quattro volte dalla rivista specializzata Swimming World Magazine come World Swimmer of the Year e venne riconosciuto «nuotatore dell'anno in Australia» dal 1999 al 2003. I suoi risultati sportivi lo resero uno dei più popolari atleti nel proprio paese natale.
Intenzionato a presenziare ai Giochi del Commonwealth di Melbourne 2006, all'indomani delle Olimpiadi di Atene dichiarò di voler restare per un anno lontano dalle piscine; i progetti dell'australiano saltarono causa malattia e i tentativi di recupero furono celermente interrotti, con l'annuncio del ritiro dalle competizioni agonistiche che arrivò nel novembre 2006, all'età di 24 anni.
Nel 2011 tornò all'attività agonistica, ponendosi come obiettivo le Olimpiadi di Londra 2012, ma mancò la qualificazione sia sui 100 sia sui 200 metri stile libero, prolungò la sua preparazione per impegni futuri, ma da allora non prese più parte a nessuna competizione.

## Infanzia

### Famiglia e primi anni
Ian James Thorpe nacque a Sydney nel 1982 da una famiglia di sportivi: il padre Ken era una promessa del cricket, avendo rappresentato a livello giovanile il team locale di Bankstown (Bankstown Cricket Club) al Sydney Grade Cricket. Fu un eccellente battitore, tanto che riuscì a superare la media battuta del capitano australiano Bob Simpson. Tuttavia la pressione esercitata dal padre sul giovane fece diminuire gradualmente la passione per il cricket dello stesso; si allontanò in questo modo dai campi di gioco a 26 anni. Memore della sua esperienza, Ken Thorpe arrivò a considerare il divertimento l'aspetto cruciale dello sport infantile. La madre Margaret si distinse da giocatrice di netball e, nonostante ciò, Ian non ereditò le abilità con la palla che avevano posseduto i propri genitori.
Dopo una frattura al polso fu consigliata alla sorella maggiore Christina l'attività natatoria e fu così che Ian, seguendola, a cinque anni cominciò a muovere i primi passi in piscina. Da bambino Thorpe patì un'allergia al cloro. Di conseguenza non ebbe la possibilità di gareggiare fino a sette anni, quando partecipò a una competizione scolastica. La malattia lo costrinse a non immergere il capo in acqua e, malgrado uno stile assai goffo, riuscì ugualmente a terminare la gara in prima posizione grazie alle sue caratteristiche fisiche. Con il tempo superò il problema dell'allergia, riuscendo nel 1994 a giungere da capitano del Nuovo Galles del Sud ai campionati nazionali per le scuole primarie. Nel 1995 si iscrisse alle scuole secondarie East Hills Boys Technology High School e cambiò il coach personale per stare maggiormente vicino alla sorella. Da questo momento in poi il suo allenatore sarebbe stato Doug Frost. Fu quello un anno travagliato per la famiglia Thorpe; Christina fu infatti selezionata per competere ai Giochi PanPacifici svoltisi ad Atlanta. Oramai alto 182 centimetri, Ian partecipò ai campionati nazionali giovanili aggiudicandosi una medaglia di bronzo sia nei 200 stile libero sia nei 400, mentre si impose in tutte e dieci le corse ai campionati giovanili del Nuovo Galles del Sud.

### Esordio nazionale
I successivi tornei giovanili di Brisbane lo videro protagonista, grazie ai cinque ori, due argenti e due bronzi conquistati e grazie ai tempi riscontrati nella gara dei 400 stile libero e in quella dei 200 dorso che gli valsero la qualificazione ai Campionati nazionali assoluti. Frost sapeva che Thorpe non aveva alcuna reale chance di stabilirsi nelle prime due posizioni di almeno una specialità, fatto questo che avrebbe fornito il lasciapassare per le Olimpiadi di Atlanta. Conscio di ciò, mandò l'australiano a Sydney affinché acquisisse maggiore esperienza.

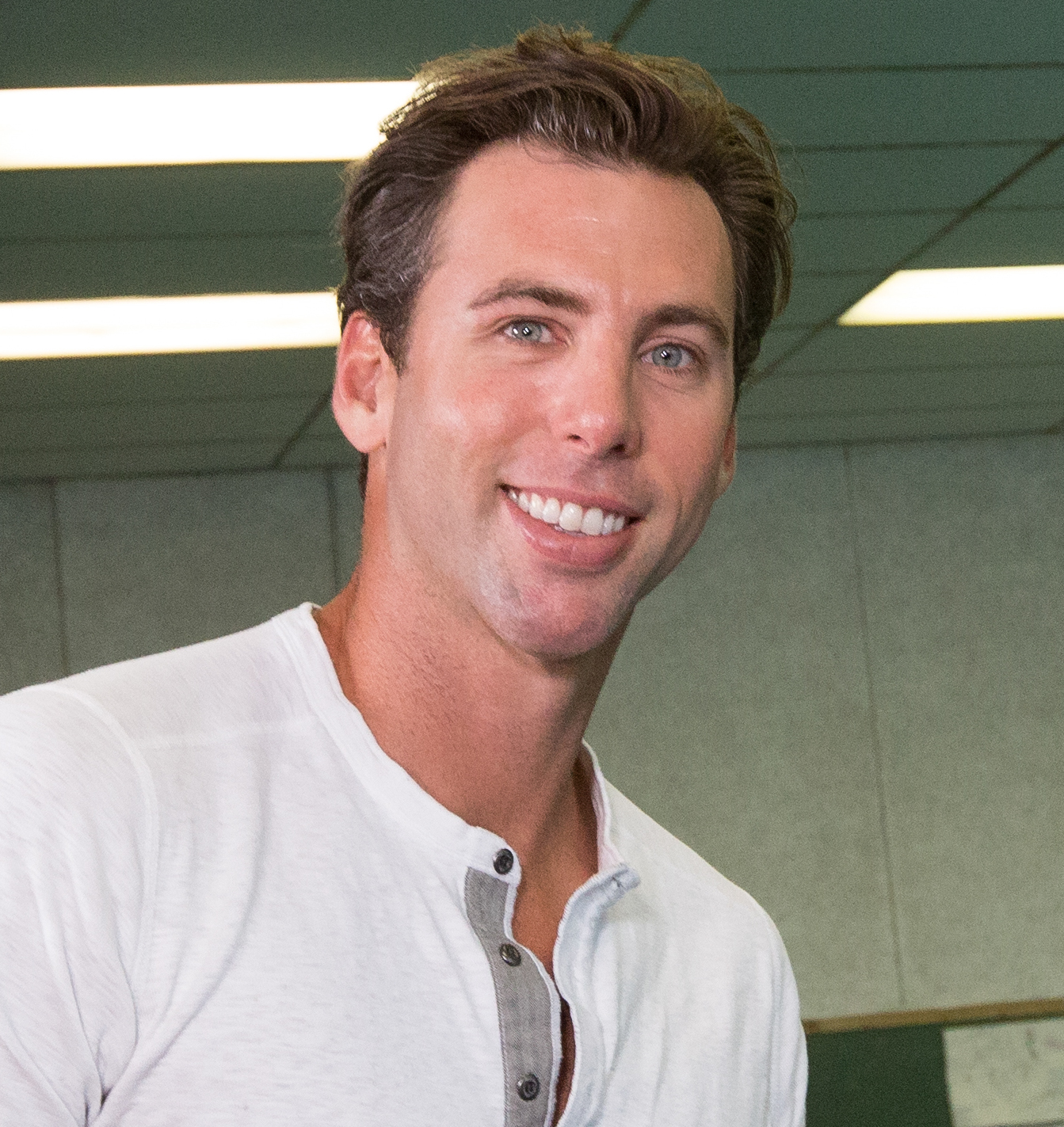
Thorpe gareggiò per la prima volta nel professionismo contro Grant Hackett nel 1997

Tuttavia i risultati ai Nazionali non si rivelarono positivi (23º classificato nello stile libero, 36º nel dorso). Alla fine dell'anno partecipò ai Campionati australiani in vasca corta, possibilità per una eventuale ammissione ai Mondiali in vasca corta del 1997. Nella batteria dei 400 misti fece registrare il secondo tempo, ma in finale, la sua prima a livello nazionale, nuotò più lentamente e perse così la qualificazione.
Nel gennaio 1997 agli assoluti statali il ragazzo fermò il cronometro sul 3'59"43, tempo inferiore di otto secondi rispetto al precedente primato personale sui 400 stile libero; tale prestazione lo rese nella specialità il primo quattordicenne ad aver abbattuto il muro dei quattro minuti su territorio australiano. Con una quarta posizione d'ingresso, Thorpe si presentò ai Nazionali di Adelaide da serio concorrente per un posto in squadra ai Giochi PanPacifici di Fukuoka, in Giappone. Si concentrò sulla gara dei 400 stile libero, consapevole dell'assenza per infortunio del primatista mondiale Kieren Perkins e di Daniel Kowalski. Il tempo di 3'53"44, oltre a concedergli un bronzo, venne riconosciuto come primato mondiale della categoria. La gara in questione fu la prima di tante sfide tra Thorpe e Grant Hackett.
All'età di 14 anni e cinque mesi, Ian Thorpe divenne dunque il più giovane nuotatore selezionato dal team australiano, superando così nella speciale classifica il record di John Konrads. Frost disse che «con la convocazione, concentrò la sua attenzione sui 400 stile libero». La buona forma del ragazzo si mise in mostra ai Campionati giovanili, con un bottino finale di 12 medaglie su 12 competizioni (dieci d'oro e due d'argento). Nella stessa manifestazione fece suoi anche sei record nazionali.

## Carriera internazionale

### Esordio ai Giochi PanPacifici
Due mesi prima dell'inizio dei Giochi PanPacifici, Thorpe subì un'operazione all'appendice che per due settimane gli impedì di portare avanti la preparazione atletica. In Giappone fissò il proprio limite nei 200 stile libero durante una batteria a 1'51"46, non sufficiente per la qualificazione in finale ma significativo per l'inserimento nella staffetta australiana 4×200 stile libero. Assieme a Michael Klim, Ian van der Wal e Grant Hackett, conquistò una medaglia d'argento che fece di lui il più giovane medagliato nella storia dei Giochi. Nella prima finale individuale, quinto al passaggio dei 300 metri, andò a prendersi l'argento alle spalle del connazionale Hackett con il tempo di 3'49"64. La chiusura in crescendo mostrata ai PanPacifici sarebbe con il tempo diventata una caratteristica di Thorpe e la prestazione in quella gara dei 400 stile libero gli avrebbe valso, ipoteticamente, una medaglia d'argento alle Olimpiadi di Atlanta. Sul finire dell'annata, a ottobre, si guadagnò a Brisbane l'accesso ai Campionati mondiali 1998 di Perth; il secondo e il quarto posto rispettivamente nelle gare dei 400 e dei 200 furono accompagnati da due record personali.

### Campionati mondiali di Perth 1998
I mondiali del 1998, a Perth, Australia, cominciarono per Thorpe con la staffetta 4×200 stile libero. Nuotò in terza frazione dopo Klim e Hackett e staccò il campione olimpico dei 200 farfalla Tom Malchow con 1'47"67, tempo poco più alto di quello che Klim fece registrare nella finale dei 200 stile libero conclusa al 1º posto. Al termine della frazione di Thorpe, il tempo dell'Australia era di due secondi inferiore al primato mondiale e di tre inferiore a quello degli Stati Uniti che inseguivano in seconda posizione. Anche se dopo il turno di Daniel Kowalski al team sfuggì la migliore prestazione di sempre, non sfuggì l'oro mondiale, il primo nella specialità dal 1956. Qualificatosi quarto nella batteria dei 400, si stabilì durante la gara decisiva in seconda posizione, alle spalle di Hackett; al passaggio dei 300 metri il vantaggio del leader salì a '2"29, ma nelle ultime due vasche il distacco diminuì progressivamente ('1"53 ai 350 metri) sino al sorpasso di Thorpe nelle bracciate finali. Fu questa la quarta prova mai nuotata sulla distanza e il successo lo incoronò come «più giovane campione del mondo di nuoto maschile».
Di conseguenza l'attenzione dei media si spostò sul ragazzo di Sydney che aveva conseguito due medaglie d'oro nel proprio paese natale. Ricevette in quel periodo numerose offerte per spot televisivi ed era regolarmente circondato da fan in cerca di un autografo. Diventò inoltre un testimonial del Children's Cancer Institute, dopoché le condizioni del futuro cognato Michael Williams si fecero gravi a causa di un tumore.

### Giochi del Commonwealth di Kuala Lumpur 1998
L'impegno successivo fu il Campionato australiano di Melbourne nel mese di marzo, valido per la qualificazione ai Giochi del Commonwealth. In tale evento piegò la resistenza del connazionale Klim in 1'47"24, percorrendo la distanza dei 200 metri stile libero più rapidamente di quello che aveva fatto lo stesso Klim due mesi prima ai Mondiali. Il tempo fu il primato dei Giochi e, grazie a esso, l'atleta di Sydney si assicurò il primo successo nazionale. Inoltre tolse a Hackett il titolo dei 400 e, con '50"36 nei 100, oltre ad aggiudicarsi un argento, si guadagnò la partecipazione alla terza specialità individuale in quel di Kuala Lumpur (100 metri stile libero, 200 e 400).
La buona forma di Thorpe crebbe sino a settembre, quando il team australiano si recò in Malaysia per i Giochi del Commonwealth. Entrò nella manifestazione gareggiando nei 200 m e la finale lo portò a un solo centesimo di secondo dal miglior tempo della storia dell'italiano Giorgio Lamberti (1'46"69), risalente al 1989. Nella staffetta 4×200, poi, riuscì insieme con i compagni Klim, Kowalski e Matthew Dunn ad abbassare il primato del mondo della Squadra unificata di 0"09 e a portarsi a casa il secondo oro. Nei 100 il nuovo record personale di 50"21 bastò solamente per un quarto posto, ma l'australiano ritornò ben presto al successo con la vittoria nella staffetta della stessa specialità. La quarta e ultima medaglia d'oro giunse nella 400, con un nuovo limite personale a 3'44"35. A fine anno fu nominato nuotatore dell'anno per la sua prima volta.
Lasciò in seguito ai Giochi la scuola, dopo aver raggiunto il 10º anno di studi. La decisione presa si sarebbe rivelata deleteria per rendimento in piscina del campione australiano che ebbe, a questo punto, da concentrarsi solo ed esclusivamente sul nuoto. Il rammarico di Thorpe nel lasciare la scuola fu forte; l'istruzione per lui era fondamentale, tanto da affermare: «Il nuoto è solamente una piccola parte della mia vita».

### Campionati mondiali in vasca corta di Hong Kong 1999
Nel 1999 le aspettative per un suo doppio record mondiale sui 200 e sui 400 stile libero furono molteplici, alla luce del progressivo miglioramento fisico. Ebbe la prima opportunità in marzo ai Campionati australiani, dove vinse ancora una volta nei 400 ma si lasciò scappare il primato di Perkins per '0"05. Fu Hackett invece che riuscì a beffarlo nell'ultima vasca dei 200 e a strappargli il titolo nazionale. Il record assoluto non fu ritoccato nell'occasione, ma, il giorno seguente, fu proprio Hackett a far registrare il tempo più veloce della storia sulla distanza durante la staffetta, in cui in prima frazione nuotò in 1'46"67. Thorpe concluse la competizione in continua crescita nei 100, girando in finale sotto i 50 secondi per la prima volta, 49"98 per la precisione.
La comitiva australiana si recò quindi a Hong Kong per la quarta edizione dei Mondiali in vasca corta. Il primato di Lamberti che perdurava da oltre dieci anni cadde nella finale dei 200, con Thorpe che fissò il limite mai nuotato a 1'43"28. Nei 400, tuttavia, Hackett prevalse nuovamente, relegando Ian al secondo gradino del podio. Da questo momento, l'atleta di Sydney entrò in uno stato di forma che gli consentì, nei tre anni successivi, di stabilire 12 primati del mondo in vasca lunga e di aggiudicarsi il titolo di Swimmer of the Year per altre tre volte.

### Giochi PanPacifici di Sydney 1999
Ad agosto si tennero nel complesso del Sydney Olympic Park i Giochi PanPacifici, una sorta di preparazione per gli atleti alle XXVIII Olimpiadi che si sarebbero svolte esattamente un anno dopo nella stessa sede. La fiducia nelle prestazioni di Thorpe e, più in generale, in una squadra australiana raramente tanto competitiva spinse alcune emittenti nazionali a trasmettere per la prima volta l'evento in diretta televisiva. Già nella serata di apertura fu protagonista all'ultimo atto dei 400 stile libero. Gli avversari di turno, Hackett e il sudafricano Ryk Neethling, staccarono gli altri concorrenti sin dalle prime bracciate, per andare a formare insieme con lui un terzetto di testa. Thorpe ruppe gli indugi ai 300 metri con un passaggio inferiore di quasi due secondi al primato mondiale e incrementò lo scarto nelle due vasche seguenti, chiudendo in 3'41"83 e nuotando la seconda parte di gara alla stessa velocità della prima; il premio in denaro per il nuovo record stabilito, 25 000 dollari australiani, venne devoluto prontamente in beneficenza.

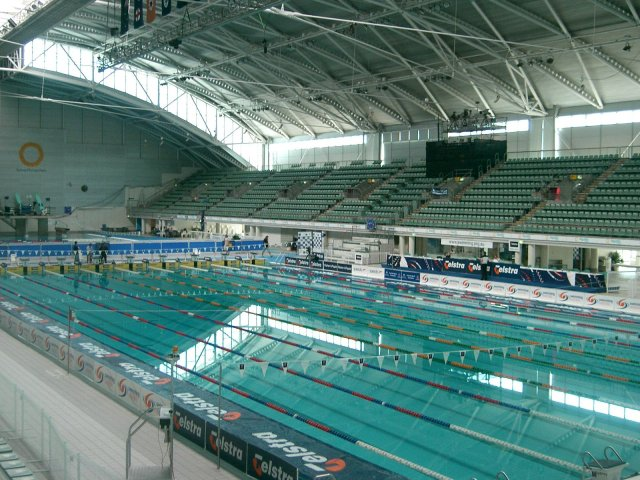
Il Sydney International Aquatic Centre, struttura in cui Thorpe gareggiò ai PanPacifici 1999 e alle Olimpiadi 2000

Il coach australiano Don Talbot manifestò il suo stupore per la prova di Thorpe, definendolo «il più grande nuotatore australiano di sempre», mentre il tre volte medaglia d'oro ai Giochi olimpici Rowdy Gaines, divenuto commentatore per la NBC, disse di lui: «Ha fatto una volata dai 250 metri, non ho mai visto nulla di simile. Sono nel mondo del nuoto da molto tempo, e questa è stata la gara più incredibile che abbia mai visto». Da un particolare calcolo dell'istituto International Swimming Statisticians Association atto a comparare i primati mondiali di ogni specialità, emerse che la prova sui 400 stile libero del campione australiano fu, in quel momento, la migliore in assoluto.
La stessa notte trascinò i connazionali al successo nella 4×100, fatto questo storico, giacché gli statunitensi mai avevano dovuto arrendersi su questa distanza nell'evento in questione. La corsa sarebbe stata la prima di diverse che, negli anni a seguire, gli australiani si sarebbero aggiudicati a discapito della squadra a stelle e strisce, con Thorpe che al contempo avrebbe infilato una serie di primati personali. A legittimare le precedenti affermazioni, centrò tre primati del mondo in appena tre giorni, rispettivamente nella semifinale e finale dei 200 e nella staffetta 4×200. Il quarto record in quattro serate, condiviso con i compagni Klim, Hackett e Kirby, pose fine a un'eccellente competizione, in cui si mise in luce come uno dei maggiori talenti del panorama natatorio mondiale.
Più tardi il manager personale annunciò l'accordo raggiunto con lo sponsor Adidas per un contratto indefinito da circa un milione di dollari, precisando che l'atleta avrebbe gareggiato con il nuovo body messo a disposizione dalla casa tedesca. La notizia portò con sé una problematica, ossia il fatto che la nazionale australiana era sussidiata dalla britannica Speedo e non intendeva di conseguenza che un proprio nuotatore indossasse un costume di un'azienda concorrente. Per questo motivo la situazione di Thorpe rimase incerta fino a che, in ottobre, la rottura di un osso della caviglia del piede sinistro durante l'attività di jogging lo obbligò ad allontanarsi temporaneamente dalle piscine. I risultati conseguiti durante l'annata gli valsero comunque il titolo di World Swimmer of the Year e, alla cerimonia degli Australian Sports Awards, quelli di Young Australian of the Year, ABC Sports Star of the Year e Male Athlete of the Year.

### Giochi olimpici di Sydney 2000

#### Preparazione
Cominciò il nuovo millennio cercando di aggiungere al proprio programma un'ulteriore specialità, i 1 500 metri stile libero, con l'intenzione di proporli per le Olimpiadi casalinghe di agosto; testò la distanza ai Campionati statali del Nuovo Galles del Sud vincendo la gara. Intraprese ben presto un tour europeo organizzato dalla FINA con lo scopo di perfezionare la tecnica, e nell'occasione abbatté il primato mondiale in vasca corta sui 200. Di ritorno dall'Europa si chiarificò il caso-costume che sussisteva da quasi sei mesi, essendogli stato concesso dalla federazione australiana il permesso di indossare il body dello sponsor personale Adidas.
La preparazione proseguì positivamente ai Trials di maggio, dove si guadagnò con il nuovo record mondiale dei 400 la prima qualificazione olimpica, seguita dopo 24 ore da quella nei 200, anch'essa accompagnata da due tempi mai nuotati (il primo in semifinale venne abbassato in finale). Viceversa, fallì il tentativo di portare ai Giochi un'aggiuntiva specialità, essendo giunto quarto nei 100 metri e avendo dovuto ritirarsi nei 1 500.

#### Gare
La stampa australiana sottolineò a più riprese l'ottima forma di cui godevano i propri rappresentanti alle Olimpiadi, tant'è che il quotidiano The Daily Telegraph definì «invincibili» i componenti della squadra del nuoto con un titolo in prima pagina.

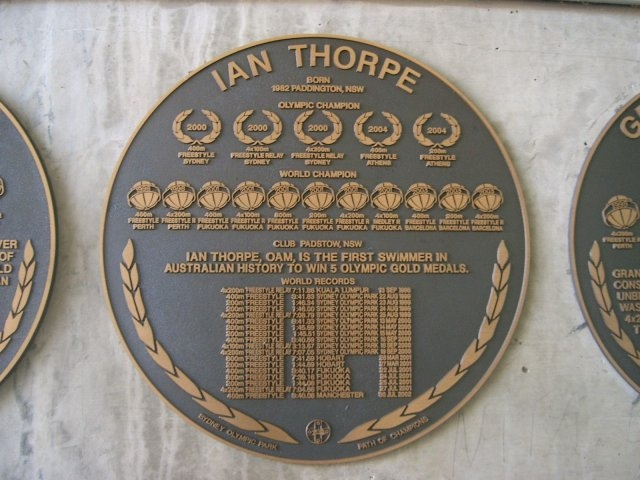
Targa celebrativa dei successi olimpici di Thorpe al Sydney Olympic Park

La finale dei 400 mise di fronte a Thorpe l'italiano Massimiliano Rosolino, il quale restò a contatto con l'australiano sino alle ultime due vasche, prima di essere staccato dal progressivo intensificarsi della gambata del leader. Sul terzo gradino del podio salì Klete Keller, distante una quindicina di metri dalla testa della corsa. Thorpe regalò in questo modo la prima medaglia d'oro al proprio paese e fissò il limite mondiale a 3'40"59. Poche ore più tardi prese parte alla staffetta veloce 4×100 stile libero, schierato in quarta frazione assieme ai compagni Michael Klim, Chris Fydler e Ashley Callus; le ultime bracciate, tra l'entusiasmo dei presenti, gli consentirono di sopravanzare Gary Hall Jr. e di interrompere l'egemonia degli statunitensi, mai sconfitti a livello olimpico. Inusuale fu la sua esultanza, fatta in un primo momento dall'uscita dall'acqua per l'abbraccio collettivo, e poi dall'air guitar, esibizione quest'ultima provocatoria nei confronti di Hall Jr., dichiaratosi fiducioso nel pre-gara di poter «distruggere gli australiani come chitarre».
Pieter van den Hoogenband era accreditato alla vigilia come uno dei più accaniti sfidanti di Thorpe nei 200, ma quando l'australiano infranse il primato olimpico nelle batterie mattutine fu lo stesso olandese ad ammettere la propria inferiorità. La situazione si capovolse in semifinale, con van den Hoogenband un secondo più veloce del personal best e al record mondiale, e con Thorpe dietro di 0"02. Atteso al tris olimpico, il padrone di casa snaturò la sua tradizionale condotta di gara all'ultimo atto, forzando nei primi 150, ma andando inevitabilmente a contrarsi nel finale; van den Hoogenband toccò con lo stesso tempo d'ingresso, 1'45"35, mentre Thorpe ebbe un calo notevole di quasi mezzo secondo. Con l'oro nella 4×200 stile libero e l'argento nella 4×100 misti concluse la manifestazione, impreziosita dall'onore di fare da portabandiera per il proprio paese alla cerimonia di chiusura. Per il secondo anno consecutivo risultò il miglior nuotatore in Australia, mentre il titolo di World Swimmer of the Year fu assegnato al rivale sportivo van den Hoogenband.

### Campionati mondiali di Fukuoka 2001
Con il 2001 la Federazione Internazionale inserì nel programma dei Mondiali la gara degli 800 stile libero, e Thorpe di conseguenza ebbe l'occasione di arricchire il proprio repertorio con tale distanza.
Ai Nazionali di Hobart fece sue tutte le prove in cui si cimentò, abbinando ai successi una serie di traguardi personali: negli 800 demolì il record mondiale di Perkins (1994) con un tempo di quattro secondi inferiore, si riappropriò del primato nei 200 con oltre mezzo secondo di margine sul precedente di van den Hoogenband e nuotò come mai aveva fatto sui 100 ('49"05). Tali performance lo resero il terzo uomo dopo John Konrad e Timothy Shaw a detenere contemporaneamente tre record del mondo e il secondo, sempre dopo il citato Konrad, a detenere il titolo nazionale australiano dalla distanza dei 100 a quella degli 800 stile libero.

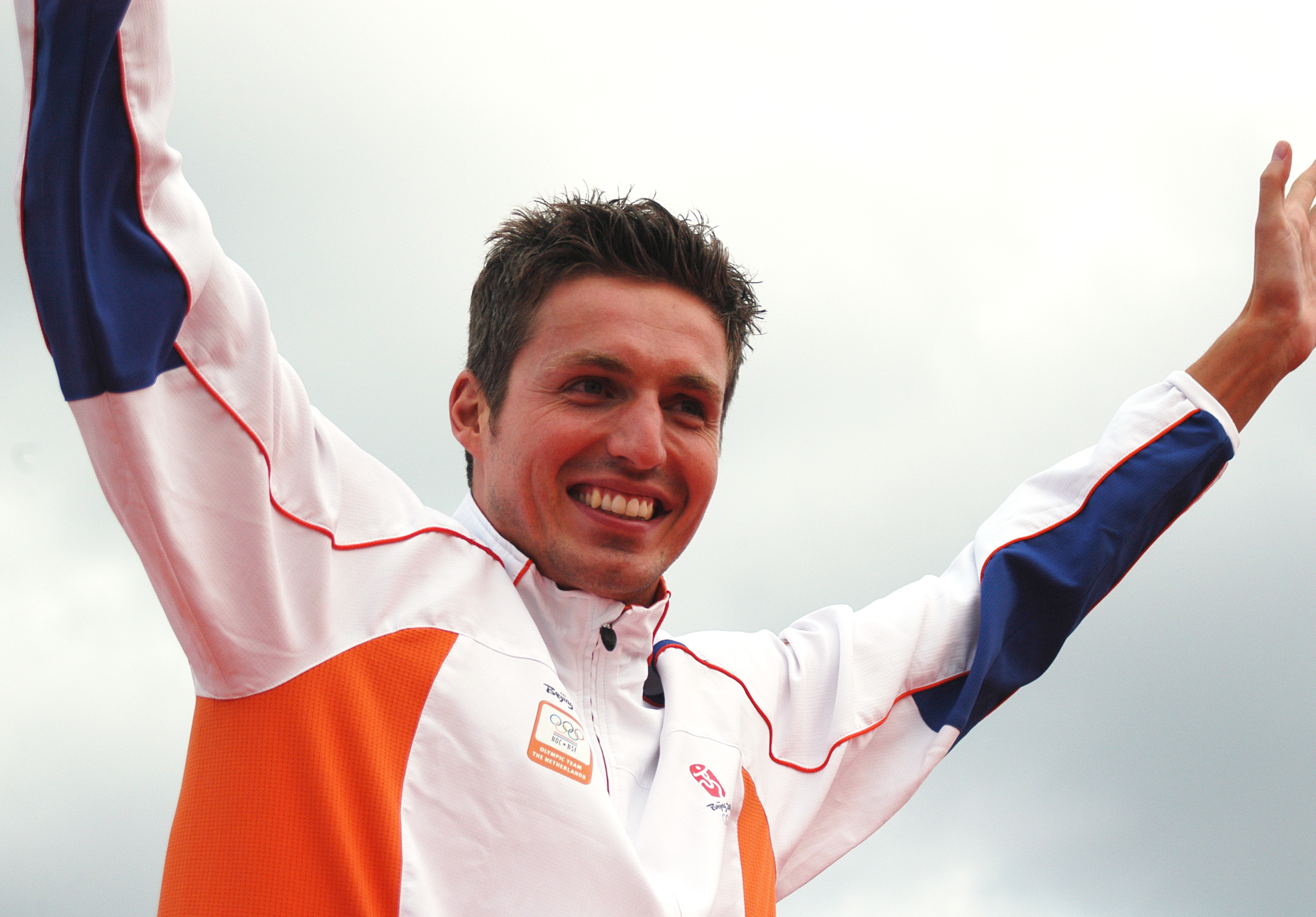
L'olandese Pieter van den Hoogenband, sfidante di Thorpe nei 200 metri stile libero, vinse ai Mondiali giapponesi quattro medaglie d'argento

Ai mondiali giapponesi esordì con i 400, che però non vennero affrontati con il massimo sforzo al fine di preservare energie per la staffetta 4×100 stile libero, in programma la stessa serata. Si ritrovò nuovamente in ultima frazione, questa volta in un testa a testa con Jason Lezak; come già era successo in altre occasioni, al cambio Thorpe si dovette accodare all'americano, ma lo sorpassò negli ultimi metri grazie al tempo record di 47"87. A livello internazionale, gli 800 metri stile libero furono un'assoluta novità nel programma maschile, e la finale del 24 luglio assegnava le prime medaglie ufficiali. Thorpe affrontò la prova allo stesso modo della passata a Hobart, portandosi a ridosso dell'accreditato compagno di squadra Grant Hackett sin dallo start, per poi toccare in prima posizione e conseguire il primato mondiale. I 200 avrebbero potuto rappresentare da una parte la rivincita dell'australiano su van den Hoogenband, dall'altra la definitiva dimostrazione della superiorità dell'olandese. Thorpe, memore della sconfitta olimpica, non forzò nelle prime vasche come invece aveva fatto un anno prima, ma venne su con il proprio passo, dando l'accelerata decisiva solo ai 150 metri. Doppio successo, quindi, con titolo e primato sottratti all'antagonista principe. La striscia vincente, tuttavia, si interruppe nei 100, in cui il record personale lo relegò ai margini del podio, 4º, anche se nuovi successi non tardarono ad arrivare; oro nella 4×200 stile libero con oltre sei secondi di margine sugli italiani, giunti secondi, e oro nella 4×100 misti, condiviso con gli inediti compagni Matt Welsh, Regan Harrison, Geoff Huegill. Quest'ultima circostanza segnò, di fatto, l'uscita dalla formazione dei misti di Michael Klim, rimpiazzato proprio da Thorpe.
Al termine dell'evento, il pluricampione mondiale si aggiudicò sei ori, come mai nessuno prima di lui aveva fatto, e divenne il secondo uomo dai tempi di Shaw a riuscire nella tripletta 200-400-800. Grazie al suo determinante contributo, inoltre, l'Australia conquistò la vetta del medagliere: era dai Giochi olimpici del 1956 (8 ori complessivi nel medagliere) che tale squadra non primeggiava in una graduatoria del genere a livello internazionale.

### 2002: Giochi del Commonwealth di Manchester e Giochi PanPacifici di Yokohama
I consueti Campionati nazionali del mese di marzo fecero da selezione ai due eventi di spicco che avrebbero animato la stagione: i XVII Giochi del Commonwealth a Manchester e i PanPacifici, ospitati per la quinta volta in nove edizioni da una città nipponica, Yokohama. A Brisbane, dopo circa tre anni di tempi record in tutte le manifestazioni ufficiali a cui aveva preso parte, non abbassò alcun primato mondiale, ma riuscì comunque a piazzare il secondo crono della storia nei 400 e a guadagnarsi un'inattesa qualificazione da secondo nei 100 dorso. Sette furono le gare da preparare per il periodo luglio-agosto.
In questo periodo il rapporto professionale tra Thorpe e lo storico allenatore Doug Frost cominciò a essere caratterizzato da diversi contrasti. Ian vedeva il nuoto come un mero divertimento, uno sport in cui migliorarsi e poter vincere o perdere. 'altro canto Frost – come più volte dichiarò nelle interviste – pretendeva dal suo atleta il meglio, puntando sempre al successo con una mentalità maggiormente aggressiva. Thorpe non diede peso ai consigli del coach, e potenziò la parte superiore del corpo con un ulteriore incremento di peso; il passaggio da 100 a 105 kg fece di lui il più pesante nuotatore professionista nella storia. A Manchester non bastò il nuovo primato mondiale sui 400 di 3'40"08 (superato di un centesimo da Paul Biedermann sette anni più tardi ai Mondiali di Roma) e l'oro nella 4×100 stile libero per evitare le tensioni con l'allenatore, che si manifestarono poco prima della finale dei 200 nella vasca di riscaldamento; al termine della gara l'australiano, nonostante la vittoria, si dichiarò amareggiato per aver fallito il record personale e per «uno dei suoi peggiori riscaldamenti in tutta la carriera».
Un mese più tardi, quando ormai le attenzioni mediatiche si erano spostate sul contrasto tra Thorpe e Frost, il nuotatore si presentò in Giappone per i PanPacifici. I 400 metri furono nuotati da Thorpe e Hackett, rispettivamente oro e argento ma con cinque secondi di ritardo dal record di Manchester, molto al di sotto delle loro reali possibilità, affinché il corpo non ne risentisse per la 4×100 che di lì a poco li avrebbe visti nella squadra titolare australiana. Una strategia, quest'ultima, che si rivelò produttiva; ancora una volta statunitensi sconfitti, e ancora una volta Lezak sorpassato nell'ultima vasca da Thorpe.

### La separazione da Frost e l'arrivo di Tracey Menzies
Ai PanPacifici seguì la definitiva rottura professionale con Doug Frost, il quale venne sostituito con una delle sue assistenti alla prima esperienza internazionale, Tracey Menzies. Confermando la tensione esistente tra lui e Frost, Thorpe affermò che la separazione era stata consensuale. Le motivazioni stavano infatti calando, al punto che il nuotatore «non provò più soddisfazioni nell'allenarsi». Il già pensionato Don Talbot espresse il timore che Thorpe stesse prendendo una decisione tanto importante in un momento di spossatezza fisica e mentale; altri allenatori biasimarono tale scelta, che parve allontanare l'influenza del coach sull'australiano.
Con il cambio di allenatore Thorpe dichiarò inoltre che avrebbe dato maggior peso alle corse veloci; in tal senso, eliminò dalle proprie distanze gli 800 metri stile libero, pur essendo campione del mondo in carica e detentore del primato mondiale. Fu questo il periodo in cui i tempi sui 400 e sui 200 cominciarono ad alzarsi in maniera apprezzabile.

### Campionati mondiali di Barcellona 2003
La prima importante prova di collaborazione con Menzies giunse ai Campionati australiani di Sydney nel mese di marzo. Durante la manifestazione Thorpe non si avvicinò mai ad alcun record del mondo, chiudendo i 200 e i 400 stile libero con un ritardo dal primato personale superiore al secondo. Nonostante l'affermazione su Hackett in ambedue le gare, più tardi l'atleta manifestò il suo disappunto per i risultati sul tempo. Anche nella corsa su cui si erano concentrati i maggiori sforzi in allenamento, i 100, incontrò notevoli difficoltà (49"05 a pari merito con Ashley Callus), tanto da essere sminuito dal Sydney Morning Herald: «L'abilità nello sprint di Thorpe è comparabile a quella di un Callus colpito da virus». Grazie al nuovo record del Commonwealth nei 200 misti di 2'00"11 parve allontanare le critiche, che tuttavia si ripresentarono con la rinuncia dell'australiano causata da un malanno al primo Duel in the Pool.
Dopo le relativamente deludenti prestazioni ai Nazionali, Thorpe venne chiamato al riscatto con l'inizio dei Mondiali di Barcellona. Nella prima finale si ripeté, con lo stesso esito, lo scontro australiano tra Hackett e Thorpe; oro a quest'ultimo (il terzo consecutivo per quanto riguarda i Mondiali), distante comunque due secondi dalle migliori performance. Nei 200 stile libero fu invece van den Hoogenband ad attaccarlo subito, portando la gara su ritmi da primato mondiale. Thorpe fu in grado di replicare all'offensiva dell'olandese (oro a 1'45"14), e poco più tardi attenuò la pressione che gravava su di lui con la prima medaglia a livello mondiale nei 100; un bronzo dietro al tre volte campione del mondo Aleksandr Popov e a van den Hoogenband. I risultati confermarono dunque l'involuzione nello stile libero patita dopo il cambio di allenatore. Il positivo argento nei 200 misti con il nuovo record personale di 1'59"66 chiuse l'esperienza individuale del nuotatore. Partecipò poi alla staffetta 4×200, vincente ancora una volta sugli statunitensi ma, visti i due secondi di distacco rifilati dal quartetto Thorpe, Hackett, Stevens, Nicholas Sprenger, non con il largo margine notato nelle precedenti uscite. Nella 4x100 m sl effettuò un lanciato finale di 47"98, la squadra australiana mancò il podio per un centesimo dietro a Russia, Stati Uniti e Francia; nella 4x100 m mista l'Australia fu squalificata nelle batterie, per un cambio anticipato al limite (-0,04) di Jim Piper.
La stagione tanto insidiosa in piscina gli fece perdere il titolo di "nuotatore dell'anno" e lo fece scivolare in quarta posizione, mentre non gli precluse la testa della classifica dei nuotatori australiani, seppur in coabitazione con Grant Hackett.

### Giochi olimpici di Atene 2004
Dopo le prestazioni ai Mondiali di Barcellona, la Speedo offrì a Michael Phelps un milione di dollari statunitensi se fosse stato in grado di battere il record di Mark Spitz, capace alle Olimpiadi del 1972 di vincere sette medaglie d'oro in svariate prove natatorie. Thorpe era convinto che un'impresa del genere fosse irripetibile e, di conseguenza, rinunciò alla propria settima prova, i 200 misti, per prepararsi al meglio sulle altre distanze.
Ai Trials fu protagonista di un controverso episodio; nelle batterie dei 400 non riuscì a mantenere l'equilibrio sul blocco di partenza, si sbilanciò e cadde in acqua, risultando così squalificato dalla gara che, quattro anni prima, gli aveva regalato il primo oro e primato mondiale alle Olimpiadi. Venne in questo modo a instaurarsi un forte dibattito tra i media e il mondo del nuoto sulle politiche di selezione per i Campionati nazionali australiani, fintantoché a mobilitarsi per sostenere la riammissione di Thorpe fu il Primo ministro dell'Australia John Howard, definendo il caso una «tragedia nazionale». Successivamente, Craig Stevens, classificatosi secondo nei 400 e sottoposto alla pressione dei media nazionali e del pubblico, rinunciò al posto conquistato, dichiarando ciò in un'intervista concessa a Seven Network dietro lauta ricompensa (circa 35 000 euro e un contratto assicurato da commentatore). Per i sopraccitati fatti Thorpe venne criticato, mentre a Stevens venne rimproverato di aver «venduto» le proprie parole. Al programma olimpico dell'australiano si aggiunsero infine anche i 100 e i 200 metri stile libero.
Ad Atene si riconfermò campione olimpico dei 400, nella gara in cui sconfisse Hackett e conquistò l'ultimo dei nove ori sulla distanza tra Mondiali, Olimpiadi, Giochi del Commonwealth e Giochi PanPacifici. Grande interesse suscitarono i 200 stile libero, giacché ai blocchi di partenza si sarebbero presentati, oltre a Thorpe, il plurimedagliato Phelps, Hackett e van den Hoogenband, campione olimpico in carica. E fu proprio quest'ultimo nella «Gara del secolo», così come venne ribattezzata, a tener testa all'australiano per gran parte della corsa, costringendolo al forcing negli ultimi 25 metri che portò lo stesso Thorpedo a chiudere in 1'44"71, nuovo record olimpico. Piazzamenti positivi per Thorpe anche nella 4×200 stile libero (argento, con l'oro al quartetto statunitense) e nei 100, terzo alle spalle di Pieter van den Hoogenband e Roland Schoeman. Meno bene invece le due staffette veloci, nella 4x100 sl rimediò una modesta sesta posizione, mentre in quella mista l'Australia mancò la finale per un solo posto, finendo nona nelle batterie.
Terminati i Giochi, manifestò la volontà di allontanarsi temporaneamente dal nuoto per preparare i Giochi del Commonwealth del 2006 o, quantomeno, le Olimpiadi cinesi.

### Il tentativo di ripresa e la rinuncia

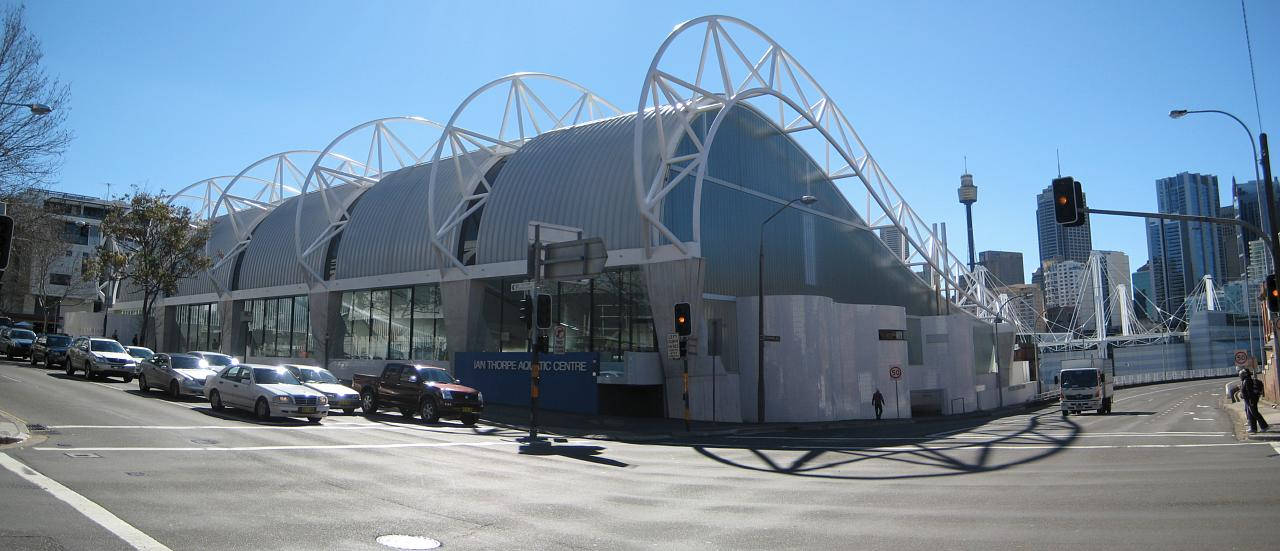
A lui è dedicato questo centro acquatico che porta il suo nome (Ian Thorpe Aquatic Center). La struttura si trova a Sydney.

Nel dicembre 2005 ritornò alle gare con le competizioni statali dei 200. Già con il pensiero all'abbandono del nuoto dopo le Olimpiadi del 2008 in Cina, decise di concentrarsi esclusivamente sulla corsa veloce per eccellenza, i 100, a discapito di quella che era stata la competizione da lui privilegiata, i 400; non si curò infatti delle avvertenze del preparatore Alan Thompson, convinto al contrario in un suo recupero sulla maggiore distanza. Due mesi più tardi si qualificò ai Giochi del Commonwealth nei 100 e nei 200, ma i tempi rispettivamente di 49"24 e 1'46"42 non lo soddisfecero pienamente, sebbene lo fecero ben sperare per un'ulteriore crescita con l'arrivo dei Giochi.
Venne costretto tuttavia a dare forfait per un improvviso attacco di bronchite che lo limitò negli allenamenti. Il problema di Thorpe si rivelò essere con le analisi una mononucleosi infettiva e, dopo una frattura alla mano, si trasferì negli Stati Uniti per lavorare con Dave Salo. Il soggiorno americano alimentò le speculazioni che vollero Thorpe lontano dalla piscina per mancanza di volontà, rendendo così l'idea di un declino della sua carriera internazionale.
Al ritorno in patria non prese parte alle selezioni per i Mondiali 2007 e diede l'annuncio del ritiro il 21 novembre 2006: «Da un po' di tempo meditavo l'addio, ma non presi la decisione definitiva per timore del futuro, il nuoto mi dava sicurezza. La tranquillità mi ha permesso di decidere». Fu prossimo al pianto quando, ringraziando il pubblico australiano, precisò che il suo ritiro era un'occasione «gioiosa» di celebrazione.

### Le dichiarazioni del febbraio 2011 e il ritorno

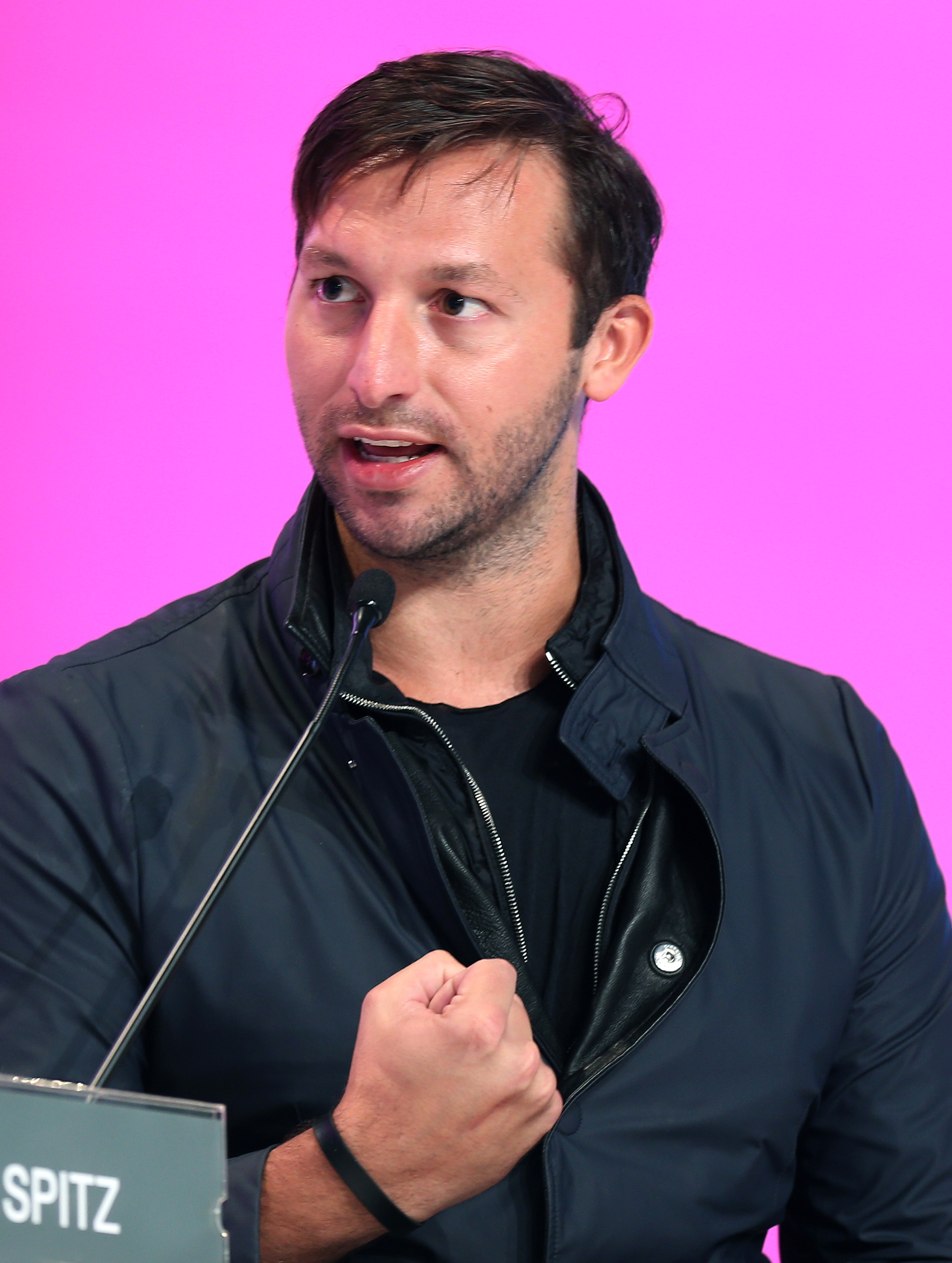
Ian Thorpe nel 2012

Il 2 febbraio 2011 l'australiano diede l'annuncio ufficiale del suo ritorno in piscina in prospettiva dei Giochi olimpici di Londra 2012, che avrebbero dovuto vederlo impegnato sui 100 e 200 metri.
Thorpe avrebbe preso la decisione nel settembre 2010 – spiegò in una conferenza stampa convocata per l'occasione – e da allora si sarebbe allenato in segreto, frequentando otto piscine diverse per non sollevare sospetti e chiedendo agli amici di «mentire sfrontatamente» se fossero stati interrogati sull'argomento.
Le prime competizioni ufficiali a cui prese parte a distanza di circa sette anni furono, nel marzo 2012, i Trials australiani, decisivi per la qualificazione alle Olimpiadi. In gara fu costretto ad abbandonare il suo tradizionale costume che copre interamente il corpo dalle caviglie ai polsi, per indossare quello omologato dalla Federazione. Nonostante le buone impressioni destate nelle batterie, Thorpe non riuscì a raggiungere i tempi necessari al raggiungimento dell'obiettivo, con un 50"35 nei 100 e un 1'49"91 nei 200. L'atleta confermò la sua presenza in piscina per nuovi impegni, allenandosi nei mesi successivi in Svizzera con Gennadi Touretski.

## Caratteristiche tecniche

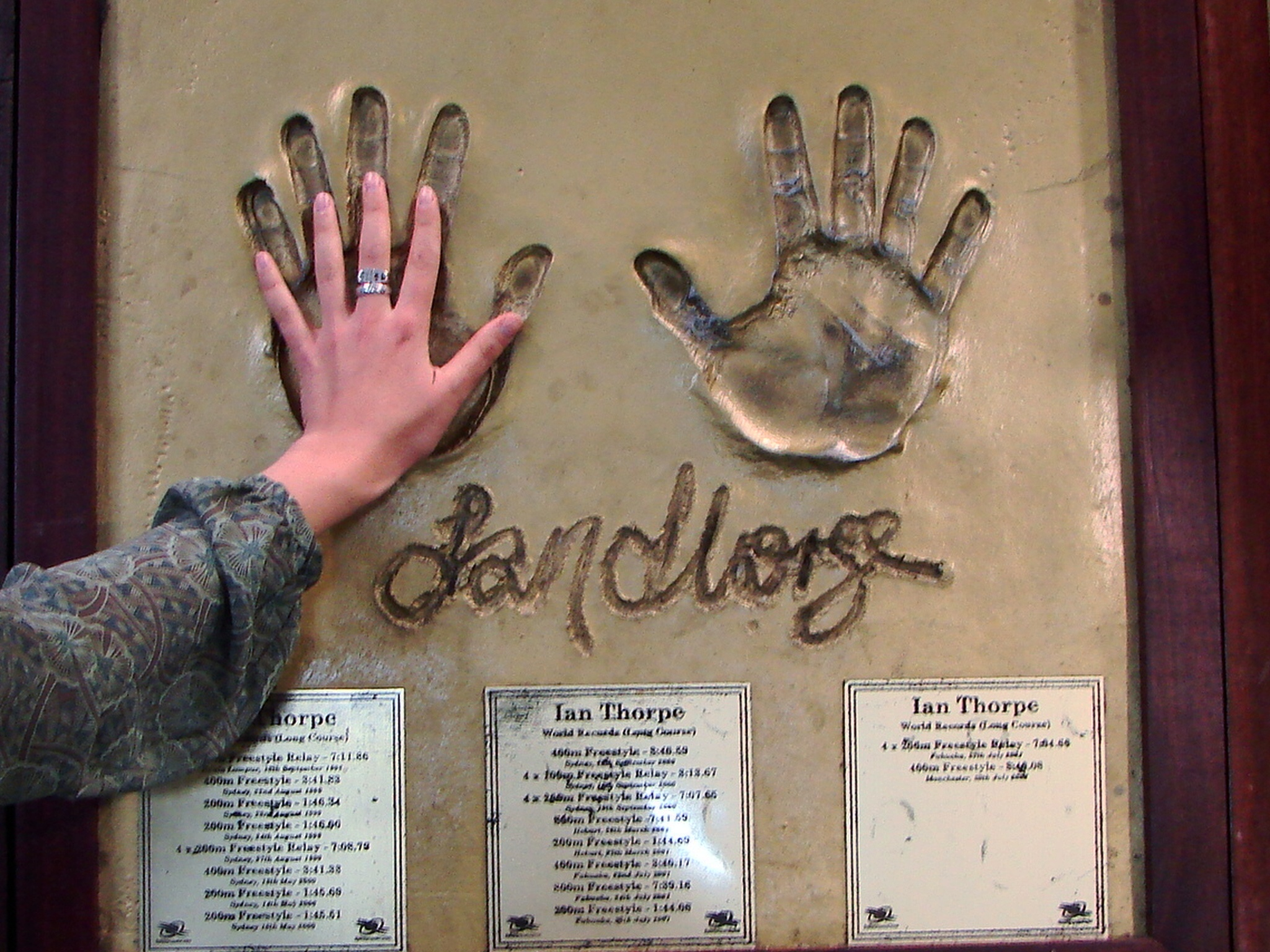
Impronta delle mani di Thorpe che ne evidenzia le notevoli dimensioni, presso l'Aquatic Center di Sydney

In possesso di un fisico adatto alla disciplina natatoria, annoverò tra le sue qualità la dedizione negli allenamenti, la forza psicologica, una potente gambata e un'accelerazione repentina. Talbot lo definì «il più grande nuotatore della storia», mentre Swimming World Magazine giudicò la sua tecnica «straordinaria» e «superiore»; tuttavia l'allenatore australiano tenne a sottolineare che Thorpe sacrificò il lavoro con le braccia per potenziare quello con le gambe, aggiungendo che il recupero giorno per giorno delle energie dopo una gara rimase un problema insoluto. L'atleta è inoltre noto per la capacità di incrementare notevolmente, nelle fasi finali della corsa, la gambata, la cui efficacia è attribuita alle anomale dimensioni del piede (un 51 come misura delle scarpe).
La sua specialità prediletta era lo stile libero, in cui si è affermato nel tempo come uno dei primi di ogni epoca; affrontò per lo più gare di media distanza (200, 400), anche se talvolta si cimentava nelle corse veloci (100) e in quelle di mezzofondo (800, 1500). «È il miglior nuotatore in assoluto sulle medie distanze, ed è anche il miglior staffettista che abbia mai visto», disse all'indomani del ritiro di Thorpe l'allenatore degli Stati Uniti e preparatore di Michael Phelps, Bob Bowman. Quest'ultimo gli riconobbe anche la capacità di aver accresciuto la visibilità e la popolarità del nuoto in tutto il mondo, peculiarità questa che il suo atleta Phelps avrebbe preso a guida d'esempio.

## Accuse di doping
L'affermazione a livello planetario di Thorpe generò sospetti concernenti l'impiego, da parte sua, di sostanze dopanti. Poco prima delle Olimpiadi di Sydney il capitano e l'allenatore della compagine tedesca lo accusarono di barare, asserendo che le sue caratteristiche fisiche erano frutto dell'uso illecito di steroidi e che la capacità di infrangere una così lunga serie di primati mondiali doveva essere accompagnata da molte riserve. Nel 2007 invece il quotidiano francese L'Équipe focalizzò l'attenzione sui «valori anomali» di due sostanze proibite rilevati in un controllo antidoping, tesi questa che venne prontamente respinta dal nuotatore con il supporto dell'Australian Sports Anti-Doping Authority (ASADA), che a sua volta attestò la liceità della difesa di Thorpe. La FINA abbandonò le indagini e archiviò il caso.
Allo stesso tempo l'australiano ricoprì un ruolo considerevole nella lotta al doping. Chiese l'introduzione delle verifiche sul sangue, garantì la consegna di campioni congelati per ulteriori analisi e attaccò frequentemente la Federazione Internazionale sull'inadeguatezza delle procedure di controllo.

## Record mondiali

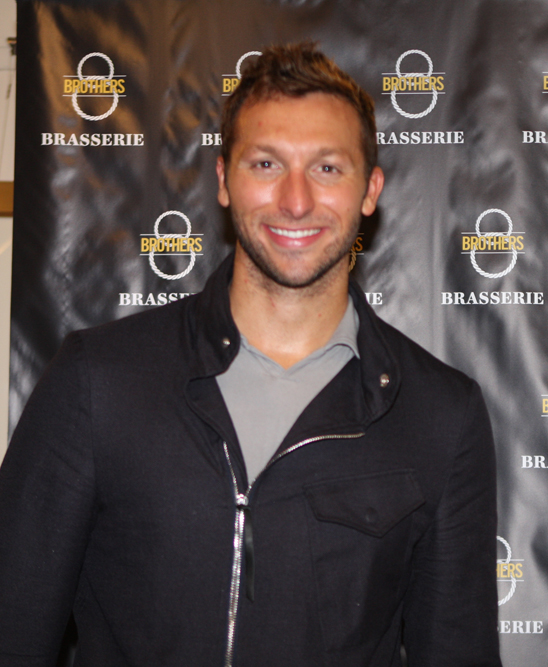
Ian Thorpe

Nell'arco di cinque anni, dal 1998 al 2002, ha fatto cadere 23 record mondiali, 18 in vasca lunga e cinque in vasca corta, tutti quanti esclusivamente nello stile libero. 17 record sono individuali, nove sui 200 m sl sei sui 400 m sl, due sugli 800 m sl; sei sono stati invece ottenuti in staffetta, uno nella 4x100 m sl e cinque nella 4x200 m sl.
Il primo record che fece cadere fu quello della staffetta 4x200 m sl, il 13 settembre 1998, ai Giochi del Commonwealth di Kuala Lumpur nuotò in 7'11"86 con Daniel Kowalski, Matthew Dunn e Michael Klim. Batté poi quello dei 400 m sl e dei 200 m sl, in entrambi casi in vasca corta. Il primo record in vasca lunga fu il 3'41"83 registrato ai Giochi PanPacifici di Sydney il 22 agosto 1999, allora divenne il più giovane detentore di un record del mondo, all'età di 16 anni e 10 mesi, solo Michael Phelps due anni dopo fece di meglio, nuotando il record dei 200 m farfalla a 15 anni e 9 mesi.
Il suo 3'40"08 resistette per sette anni, fino a quando Paul Biedermann lo batté per un solo centesimo ai campionati mondiali di Roma 2009, con il controverso costume Arena X-Glide. Il record dei 200 m sl resistette per quasi sei anni, fino a quando Michael Phelps lo abbassò di 20 centesimi; questi gli sottrasse nella stessa manifestazione anche il record della 4x200 m sl, quello degli 800 m sl lo migliorò invece il connazionale Grant Hackett dopo quattro anni. Il record della 4x100 m sl è durato dal 16 settembre 2000 al 15 agosto 2004.
In grassetto sono indicati i record registrati in vasca lunga, in corsivo quelli in vasca corta.
| N  | Gara                      | Tempo   | Data              | Evento                                | Luogo                   |
| -- | ------------------------- | ------- | ----------------- | ------------------------------------- | ----------------------- |
| 1  | 4x200 m stile libero      | 7'11"86 | 13 settembre 1998 | Giochi del Commonwealth               | Kuala Lumpur, Malaysia  |
| 2  | 400 m stile libero (VC)   | 3'39"32 | 25 settembre 1998 | Campionati australiani                | Perth, Australia        |
| 3  | 200 m stile libero (VC)   | 1'43"28 | 1º aprile 1999    | Campionati mondiali                   | Hong Kong, Cina         |
| 4  | 400 m stile libero        | 3'41"83 | 22 agosto 1999    | Giochi PanPacifici                    | Sydney, Australia       |
| 5  | 200 m stile libero        | 1'46"34 | 23 agosto 1999    | Giochi PanPacifici                    | Sydney, Australia       |
| 6  | 200 m stile libero        | 1'46"00 | 24 agosto 1999    | Giochi PanPacifici                    | Sydney, Australia       |
| 7  | 4x200 m stile libero      | 7'08"79 | 25 agosto 1999    | Giochi PanPacifici                    | Sydney, Australia       |
| 8  | 200 m stile libero (VC)   | 1'42"54 | 17 gennaio 2000   | Coppa del Mondo                       | Sydney, Australia       |
| 9  | 200 m stile libero (VC)   | 1'41"10 | 6 febbraio 2000   | Coppa del Mondo                       | Berlino, Germania       |
| 10 | 400 m stile libero        | 3'41"33 | 13 maggio 2000    | Trials australiani                    | Sydney, Australia       |
| 11 | 200 m stile libero        | 1'45"69 | 14 maggio 2000    | Trials australiani                    | Sydney, Australia       |
| 12 | 200 m stile libero        | 1'45"51 | 15 maggio 2000    | Trials australiani                    | Sydney, Australia       |
| 13 | 400 m stile libero        | 3'40"59 | 16 settembre 2000 | Giochi olimpici                       | Sydney, Australia       |
| 14 | 4x100 m stile libero      | 3'13"67 | 16 settembre 2000 | Giochi olimpici                       | Sydney, Australia       |
| 15 | 4x200 m stile libero      | 7'07"05 | 19 settembre 2000 | Giochi olimpici                       | Sydney, Australia       |
| 16 | 800 m stile libero        | 7'41"59 | 26 marzo 2001     | Campionati australiani                | Hobart, Australia       |
| 17 | 200 m stile libero        | 1'44"69 | 27 marzo 2001     | Trials australiani                    | Hobart, Australia       |
| 18 | 400 m stile libero        | 3'40"17 | 22 luglio 2001    | Campionati mondiali                   | Fukuoka, Giappone       |
| 19 | 800 m stile libero        | 7'39"16 | 24 luglio 2001    | Campionati mondiali                   | Fukuoka, Giappone       |
| 20 | 200 m stile libero        | 1'44"06 | 25 luglio 2001    | Campionati mondiali                   | Fukuoka, Giappone       |
| 21 | 4x200 m stile libero      | 7'04"66 | 27 luglio 2001    | Campionati mondiali                   | Fukuoka, Giappone       |
| 22 | 4x200 m stile libero (VC) | 6'56"41 | 7 agosto 2001     | Campionati australiani in vasca corta | Hobart, Australia       |
| 23 | 400 m stile libero        | 3'40"08 | 30 luglio 2002    | Giochi del Commonwealth               | Manchester, Regno Unito |

### Altri record
- 1997: il più giovane atleta di sesso maschile a rappresentare l'Australia in una competizione internazionale (14 anni).
- 1998: il più giovane vincitore di un campionato mondiale di nuoto (15 anni).
- 1999: il più giovane detentore di un record del mondo del nuoto (16 anni e 10 mesi).
- 2001: il terzo nuotatore dopo John Konrad e Timothy Shaw a detenere contemporaneamente tre record del mondo (200 m, 400 m, e 800 m sl).
- 2001: il secondo nuotatore dopo John Konrad a vincere il titolo australiano sui 100 m, 200 m, 400 m e 800 m sl contemporaneamente.
- 2001: il primo nuotatore a vincere l'oro nei 200 m, 400 m e 800 m sl.[136]
- 2001: il più alto numero di medaglie d'oro vinte in un campionato mondiale (sei, tre individuali e tre in staffetta).
- 2002: il più pesante nuotatore professionista nella storia (105 kg).
- 2002: Nuotatore dell'anno per la quarta volta (1998, 1999, 2001, 2002).
- 2003: il più alto numero di medaglie d'oro vinte ai campionati mondiali (11 ori).
- 2004: il miglior medagliato olimpico nello sport australiano (cinque ori, tre argenti, un bronzo).
- 2004: Nuotatore dell'anno del Bacino del Pacifico per la sesta volta (1998, 1999, 2000, 2001, 2002, 2004).

## Progressione

### 200 m stile libero
| Stagione | Risultato | Luogo           | Data       | Ranking mondiale |
| -------- | --------- | --------------- | ---------- | ---------------- |
| 2012     | 1'49"91   | Adelaide        | 16-3-2012  | -                |
| 2011     | 1'51"51   | Riccione        | 17-12-2011 | -                |
| 2006     | 1'46"42   | Melbourne       | 31-1-2006  | -                |
| 2004     | 1'44"71   | Atene           | 16-8-2004  | 1º               |
| 2003     | 1'45"14   | Barcellona      | 22-7-2003  | 1º               |
| 2002     | 1'44"71   | Fort Lauderdale | 31-7-2002  | 1º               |
| 2001     | 1'44"06   | Fukuoka         | 25-7-2001  | 1º               |
| 2000     | 1'45"37   | Sydney          | 15-5-2000  | 2º               |
| 1999     | 1'46"00   | Sydney          | 24-8-1999  | 1º               |
| 1998     | 1'46"70   | Kuala Lumpur    | 12-9-1998  | 1º               |
| 1997     | 1'51"46   | Fukuoka         | 10-8-1999  | -                |

### 400 m stile libero
| Stagione | Risultato | Luogo        | Data      | Ranking mondiale |
| -------- | --------- | ------------ | --------- | ---------------- |
| 2012     | 3'59"48   | Zurigo       | 25-2-2012 | -                |
| 2004     | 3'43"10   | Atene        | 14-8-2004 | 1º               |
| 2003     | 3'42"58   | Barcellona   | 20-7-2003 | 1º               |
| 2002     | 3'40"08   | Manchester   | 30-7-2002 | 1º               |
| 2001     | 3'40"17   | Fukuoka      | 22-7-2001 | 1º               |
| 2000     | 3'40"59   | Sydney       | 16-9-2000 | 1º               |
| 1999     | 3'41"83   | Sydney       | 22-8-1999 | 1º               |
| 1998     | 3'44"35   | Kuala Lumpur | 15-9-1998 | 1º               |
| 1997     | 3'49"64   | Fukuoka      | 12-8-1997 | -                |

## Immagine pubblica e attività extrasportive

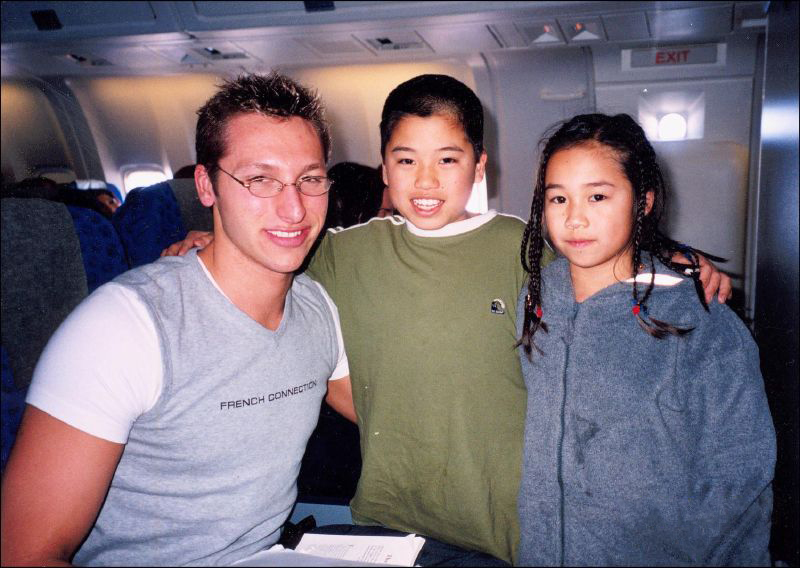
Thorpe insieme con due giovani fan nel 2000

Si è guadagnato nel corso della carriera la fama di personaggio molto popolare e amato in Australia. Nonostante il nuoto sia tutt'oggi uno sport in cui il guadagno della stragrande maggioranza degli atleti è al di sotto della soglia di povertà, indagini di marketing confermarono che Thorpe fosse lo sportivo più ricercato per offerte di sponsorizzazione nel territorio australiano, primeggiando anche sui calciatori, che sono impegnati settimanalmente in strutture più capienti e che di conseguenza hanno spesso maggior seguito personale. Venne retribuito per operare come testimonial da diversi colossi internazionali, quali Qantas, Telstra e Seven Network, oltre che dallo sponsor tecnico Adidas. Molto interessato al mondo della moda, Thorpe è stato ingaggiato dallo stilista Giorgio Armani per promuovere vari capi d'abbigliamento, arrivando in seguito a possedere una propria linea di gioielli e di biancheria intima.
L'impegno con Armani e l'attenzione per la moda lo portarono spesso a stabilirsi per lunghi periodi a New York, descritta da lui stesso come «una seconda casa». Invitato come ospite d'eccezione nella trasmissione televisiva The Tonight Show with Jay Leno, si trovava nella metropoli statunitense, e, più precisamente, al World Trade Center pochi minuti prima degli attentati dell'11 settembre 2001, riuscendo a sfuggire casualmente al crollo delle torri per la distrazione di aver dimenticato nel suo alloggio la macchina fotografica con cui avrebbe voluto immortalare le strutture del luogo. Sostenne inoltre la candidatura della Grande Mela per lo svolgimento dei Giochi della XXX Olimpiade.

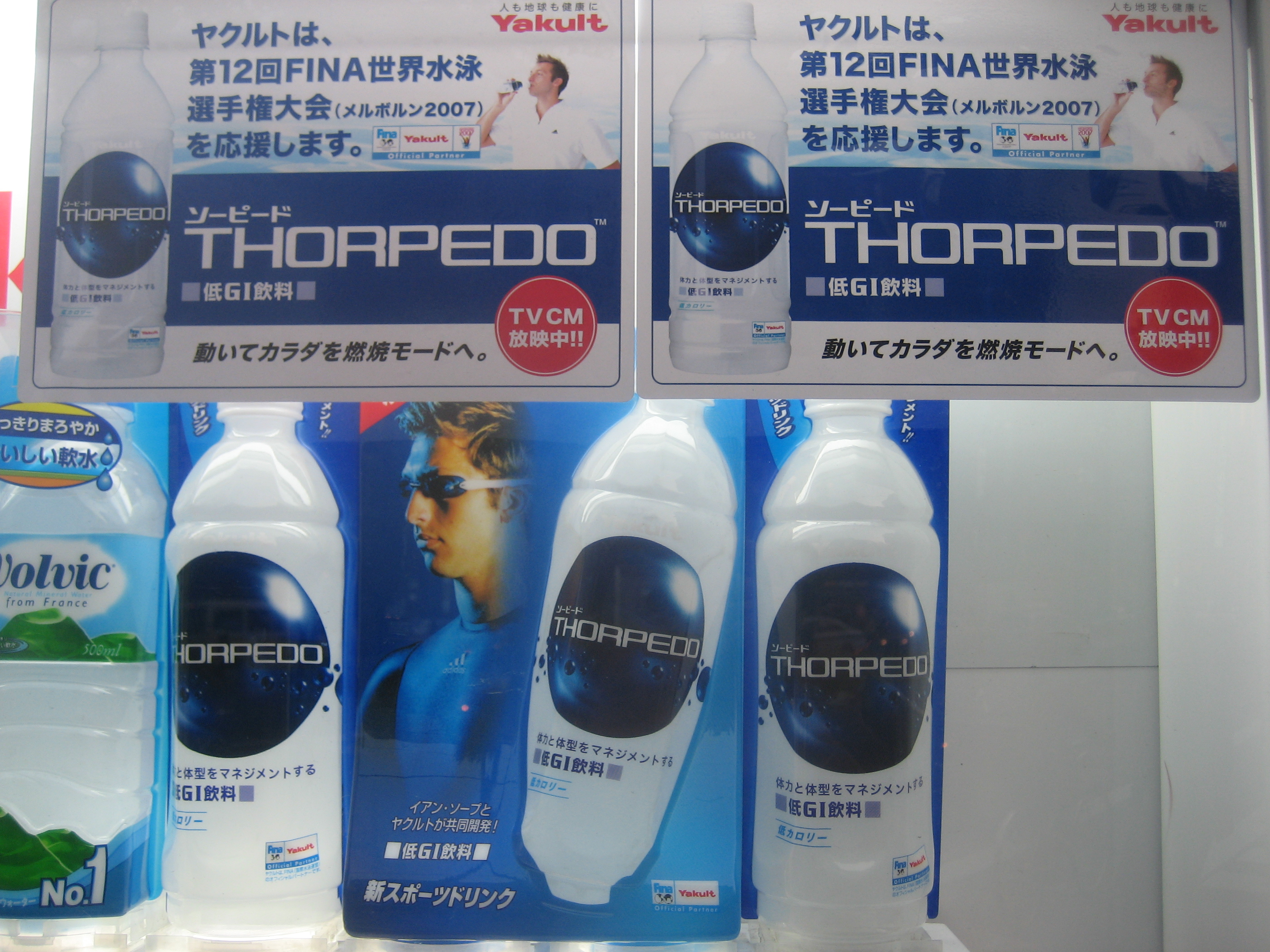
Nel 2005, in Giappone, venne messa in vendita una bibita chiamata Thorpedo

Numerose sono le sue apparizioni sul piccolo schermo. Da menzionare la comparsa nella sitcom americana Friends e la partecipazione nel 2002 a una serie televisiva dal titolo Undercover Angels, parodia del telefilm Charlie's Angels, che vide Thorpe nei panni del boss Charlie; nonostante il buon successo di pubblico, quest'ultimo impegno non risparmiò forti critiche al nuotatore.
Thorpe è particolarmente apprezzato in Asia, specie in Giappone. L'emittente TV Asahi lo elesse «nuotatore di probabile maggior successo» ancor prima che cominciassero i Mondiali a Fukuoka, e decise quindi di designarlo uomo-immagine della manifestazione. Al suo arrivo venne accolto all'aeroporto da una vastissima folla di giovani, mentre centinaia si assieparono nei pressi dell'albergo della squadra australiana; nondimeno venne elogiato dalle vecchie generazioni della società giapponese, ritenuto «un modello d'umiltà per i giovani». Il successo di pubblico fu considerevole, dato che circa l'80% degli spettatori giapponesi sintonizzò il televisore per osservare le gare che lo videro protagonista. Gli venne inoltre accreditato il merito di aver incentivato il turismo in Giappone dopo il calo vertiginoso di affluenza provocato dagli attacchi terroristici in America. In proposito, Thorpe entrò a far parte dell'Australian Tourism Commission per il Giappone ed ebbe un incontro con il Primo ministro Junichiro Koizumi.
Negli ultimi anni ha intrapreso l'attività filantropica. In questo senso, ha inaugurato nel 2000 la Ian Thorpe's Fountain for Youth, associazione che raccoglie fondi per la ricerca sulle malattie infantili e patrocina un istituto a Pechino per bambini orfani disabili. Oltre a ciò, si occupa degli aborigeni australiani, collaborando con l'organizzazione non profit Fred Hollows Foundation per il progresso delle loro comunità.

### Le voci sull'omosessualità e il coming out
L'attività per Armani e la passione di Thorpe per la moda e i gioielli alimentarono i sospetti che il nuotatore fosse omosessuale, con conseguenti apparizioni su siti web gay. L'atleta smentì i rumor nel 2002 negando di essere gay.
(Ian Thorpe nell'intervista del 2002)
Negli anni successivi, Ian Thorpe continuò a negare la sua omosessualità anche in altre interviste. Nel 2011, tuttavia, in un'intervista al Sunday Times, Thorpe espresse frustrazione in merito alle voci ricorrenti:
(Ian Thorpe al Sunday Times, 2011)
Anche nella sua autobiografia This is me, uscita nel 2012, aveva ribadito le precedenti dichiarazioni:
(Ian Thorpe nella sua autobiografia)
Il 12 luglio 2014, durante un'intervista rilasciata a Michael Parkinson sulla rete australiana Channel 10, uscì allo scoperto e dichiarò infine la sua omosessualità. Durante l'intervista parlò inoltre degli anni di depressione che dovette affrontare per aver dovuto negare la sua sessualità.

## Riconoscimenti
- World Swimmer of the Year: 1998, 1999, 2001, 2002.
- Pacific Rim Swimmer of the Year: 1998, 1999, 2000, 2001, 2002, 2004.